# Japan Soccer League Cup 1981
La Japan Soccer League Cup 1981 è stata la sesta edizione del torneo calcistico organizzato dalla Japan Soccer League, massimo livello del campionato giapponese di calcio.

## Risultati

### Primo turno
Le gare del primo turno preliminare si sono disputate il 4 luglio 1981, ad eccezione dell'incontro Yomiuri-Nippon Kokan, giocato il 5 luglio.
| Squadra 1     | Risultato | Squadra 2       |
| ------------- | --------- | --------------- |
| Toshiba       | 2 - 1     | Sumitomo Metals |
| Honda Motor   | 3 - 0     | Tanabe Pharma   |
| Mitsubishi HI | 4 - 0     | Teijin          |
| Yomiuri       | 1 - 2     | Nippon Kokan    |

### Ottavi di finale
Le gare degli ottavi di finale si sono disputate l'11 luglio.
| Squadra 1     | Risultato | Squadra 2         |
| ------------- | --------- | ----------------- |
| Kofu Club     | 3 - 2     | Nagoya Club       |
| Honda Motor   | 0 - 3     | Furukawa Electric |
| Yamaha Motors | 2 - 4     | Toshiba           |
| Nissan Motors | 3 - 0     | Nippon Steel      |
| Hitachi       | 4 - 1     | Toyota Motors     |
| Nippon Kokan  | 1 - 2     | Fujita Kogyo      |
| Yanmar Diesel | 3 - 5     | Mitsubishi HI     |
| Mazda         | 0 - 2     | Fujitsu           |

### Quarti di finale
Le gare degli ottavi di finale si sono disputate il 14 luglio. Delle otto squadre qualificate, Toshiba, Teijin, Nissan Motors e Kofu Club militano nel secondo raggruppamento della Japan Soccer League.
| Squadra 1     | Risultato               | Squadra 2         |
| ------------- | ----------------------- | ----------------- |
| Kofu Club     | 1 - 6                   | Furukawa Electric |
| Nissan Motors | 1 - 3                   | Toshiba           |
| Hitachi       | 3 - 5                   | Fujita Kogyo      |
| Mitsubishi HI | 1 - 1 (dts) 5 - 3 (dcr) | Teijin            |

### Semifinali
Le gare di semifinale si sono disputate a Utsunomiya il 18 luglio
| Squadra 1         | Risultato               | Squadra 2     |
| ----------------- | ----------------------- | ------------- |
| Fujita Kogyo      | 2 - 4                   | Mitsubishi HI |
| Furukawa Electric | 2 - 2 (dts) 2 - 3 (dcr) | Toshiba       |

### Finale
L'incontro di finale del torneo si svolse a Utsunomiya il 19 luglio 1981: il Toshiba, militante nel secondo raggruppamento della Japan Soccer League e alla sua prima finale del torneo, pareggiò per 4-4 contro il Mitsubishi Heavy Industries finendo per condividere, come da regolamento, il titolo con l'avversario.
| Utsunomiya 19 luglio 1981, ore 14:00 UTC+9                                                                                  | Toshiba   | 4 – 4 (d.t.s.)                                 | Mitsubishi Heavy Ind. | Utsunomiya Stadium |
| \| \| \| \| \| Kawakatsu 31’ Kato 55’, 87’ Higurashi 104’ \| Marcatori \| 14’ autorete 59’ Sekiguchi 87’ Ozaki 106’ Hara \| |           |                                                |                       |                    |
| |           |                                                |                       |                    |
| Kawakatsu 31’ Kato 55’, 87’ Higurashi 104’                                                                                  | Marcatori | 14’ autorete 59’ Sekiguchi 87’ Ozaki 106’ Hara |                       |                    |